# Some Nights (chanson)
Singles de fun.
We Are Young
(2011)
Some Nights est une chanson du groupe américain fun. issue de leur second album studio Some Nights. Elle sort en single le 4 juin 2012 sous le label Atlantic Records.

## Réception
La chanson a reçu des éloges de la part des critiques musicaux. Selon le Re-View, "Some Nights" est plus audacieux, plus entraînant et plus frappant que son prédécesseur "We Are Young". 
Pour Rolling Stone, en 2012, "Some Nights" est la 11e meilleure chanson.

## Clip
Le clip de "Some Nights" est dévoilé sur le site MTV.com le 4 juin 2012. La vidéo est produite par Poonam Sehrawat et réalisé par Anthony Mandler. La vidéo met en scène une bataille fictive durant la Guerre de sécession. On y voit le groupe chanter de loin alors que la guerre éclate avec comme leader le chanteur du groupe, Nate. L'histoire suit également deux soldats en particulier appartenant aux deux camps différents : le premier, soldat de l'Union, se remémore sa bien-aimée laissée à l'arrière ; le second, combattant confédéré, est un fermier manifestement amoureux de sa vie, de ses terres et de ses animaux, mais que dont la guerre va faire ressortir l'animalité. 

## Performance dans les hits-parades
| Classement (2012)                       | Meilleure position |
| --------------------------------------- | ------------------ |
| Allemagne (Media Control AG)            | 25                 |
| Australie (ARIA)                        | 1                  |
| Autriche (Ö3 Austria Top 40)            | 6                  |
| Belgique (Flandre Ultratip 100)         | 42                 |
| Belgique (Wallonie Ultratop 50 Singles) | 37                 |
| Canada (Hot 100)                        | 4                  |
| Danemark (Tracklisten)                  | 12                 |
| Finlande (Suomen virallinen lista)      | 11                 |
| France (SNEP)                           | 37                 |
| Irlande (IRMA)                          | 6                  |
| Japon (Hot 100)                         | 69                 |
| Nouvelle-Zélande (RMNZ)                 | 1                  |
| Pays-Bas (Nederlandse Top 40)           | 14                 |
| Tchéquie (IFPI Rádio)                   | 6                  |
| Royaume-Uni (UK Singles Chart)          | 7                  |
| Suède (Sverigetopplistan)               | 8                  |
| Suisse (Schweizer Hitparade)            | 15                 |
| États-Unis (Hot 100)                    | 3                  |
| États-Unis (Pop Airplay)                | 2                  |
| États-Unis (Adult Contemporary)         | 7                  |

### Certifications
| Pays             | Organisme    | Certification | Vente     |
| ---------------- | ------------ | ------------- | --------- |
| Australie        | ARIA         | 5 × Platine   | 350 000   |
| Autriche         | IFPI         | Or            | 15 000    |
| Canada           | Music Canada | 5 × Platine   | 350 000   |
| Danemark         | IFPI         | 2 × Platine   | 60 000    |
| États-Unis       | RIAA         | 4 × Platine   | 4 826 000 |
| Italie           | FIMI         | Platine       | 30 000    |
| Nouvelle-Zélande | RIANZ        | 2 × Platine   | 30 000    |
| Suède            | GLF          | Platine       | 40 000    |
| Suisse           | IFPI         | Or            | 15 000    |